# أدريان كارتون دي ويارت

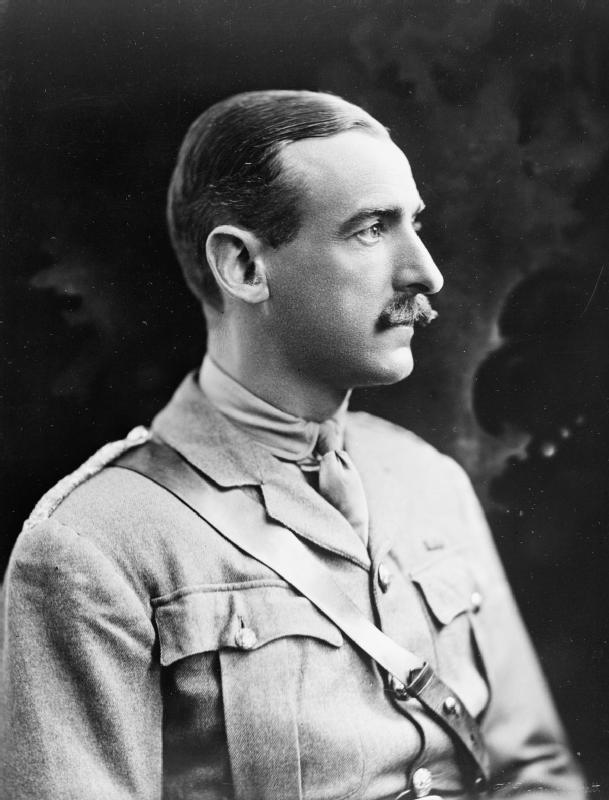
دريان كارتون دي ويارت خلال الحرب العالمية الأولى

أدريان بول غيزلان كارتون دي فيارت (بالإنجليزية: Adrian Carton de Wiart) عاش بالفترة (1880 - 1963) كان ضابطاً في الجيش البريطاني مولودًا من والدين بلجيكيين وأيرلنديين. وقد مُنح وسام صليب فيكتوريا، وهو أعلى وسام عسكري يُمنح للبسالة «في مواجهة العدو» في العديد من بلدان الكومنولث. شارك في حرب البوير، الحرب العالمية الأولى، والحرب العالمية الثانية. أصيب برصاصة في الوجه والرأس والمعدة والكاحل والساق والورك والأذن. نجا من حادثين للطائرة. هرب من معسكر أسرى الحرب؛ وقطَعَ أصابعه عندما رفض الطبيب بترها. وفي وصفَه لتجاربه في الحرب العالمية الأولى، كتب: «بصراحة لقد استمتعت بالحرب».

## في القاهرة
نتيجة لموت أمه الايرلندية عندما كان في السادسة من عمره نقل والده الأسرة إلى القاهرة حتى يتمكن من ممارسة التدريب في المحاكم المصرية المختلطة. كان والده محاميًا وقاضيًا، وكذلك مديرًا لشركة سكك حديد مصر الكهربائية وواحات عين شمس وكان على اتصال جيد بالدوائر الحكومية المصرية. وقد تعلم التحدث بالعربية.
والده كان شخصا معروفا في بلجيكا كان اسمه ليون كونستانت غيسلان كارتان دو فياغ كان ادريان لا يحب الدراسة هذا ما جعله يلجأ إلى الحرب في بريطانيا لكنه بلجيكي هذا ما دفعه إلى أن يزور هويته وأول معركة شارك فيها كانت في أفريقيا بالضبط حرب البوير كان بين البويريين والبريطانييين وبمجرد دخول المعركة تلقى رصاصة أعلى الفخذ وأخرى في البطن ونقل سريعا إلى المستشفى وتعافى بعد وقت ليس طويل كطول اسم والده طبعا بعد التعافي ارسل إلى الصومال إلى الحرب عندما دخل أصيب برصاصة في الأذن واخرى في العين اليسرى بعد التعافى عاد مجددا وعينه غير متضررة ودخل الحرب وأصيب برصاصة في عينه اليسرى وأرسل إلى بلجيكا للعلاج والتعافي لكنه شعر بالملل ثم قرر أن يلتحق بالجبهة الفرنسية التي كان الحرب مشتعلة فيها وأثناء معركة لاسوم أصيب برصاصة في رأسه لكنه لم يمت!!! لأنه الرصاصة دخلت الجمجمة وخرجت من الناحية الأخرى بدون أي ضرر منعه الأطباء من العودة لكنه لم يستريح حتى مشاركته في معركة باشنديل في بلجيكا ليصيب بإصابة خطيرة في خاصرته لكن هذه الإصابة لم تمنعه من المشاركة في معركة كامبريه في فرنسا وأصيب برجله وبعدها شارك في معركة اراس حيث فقد أذنه وأصيب بالكثير من الرصاصات في يده اليسرى وطلب الاطباء بأن يتقاعد لكنه أحس بالملل ولم يعرف ماذا يفعل، نزع ادريان يده المتضررة بنفسه وبمجرد حدوث الحرب العالمية الثانية أسرع بالالتحاق بالحرب مجددا وعمره تجاوز 60 وبعد عودته هذه قررت الحكومة البريطانية إرساله إلى مصر غير أن طائرته استهدفت بيد القوات الإيطالية ضمن موسوليني سقطت الطائرة في بحر الأبيض المتوسط ونجا ادريان وعلى ظهره الطيار ثم مسكته قوات إيطاليا الفاشية وسجنته لمدة سنتين ثم عاد إلى إنجلترا هل تعتقدون بأنه سيستريح؟ لا !!!! على أن عمره تحاوز 60 وفاقد يد وعين وأذن أرسله رئيس الوزراء وينستون تشرشل كممثل رسمي لبريطانيا إلى الصين وأثناء الرحيل في الطائرة حدث خلل فني حيث وقعت الطائرة ومات الجميع فيها باستثناء ادريان بعد هذه الحادثة قرر ادريان أخيراً بأن يتقاعد بعد أن فقد يدا وعينا واذننا وأصيب في الرجل والفخذ والخاصرة والبطن وفي الرأس وفي أماكن أخرى في جسده توفي في 1963 عن عمر 83 بشكل طبيعي، وترك في مذكراته happy odyssey هذه الجملة المميزة (بصراحة لقد احببت الحرب) توفي بعد ما نال بعض الأوسمة من بينها (قائد الخيالة الشرف للقوات البريطانية، فارس الدرجة الثالثة، وسام القديس ميخايل، فرسان دوقة 
شارك بمؤتمر القاهرة (1943).